# Pardosa bernensis
Pardosa bernensis este o specie de păianjeni din genul Pardosa, familia Lycosidae. A fost descrisă pentru prima dată de Lebert, 1877.
Este endemică în Elveția. Conform Catalogue of Life specia Pardosa bernensis nu are subspecii cunoscute.